# Campanario, Badajoz
Campanario, Badajoz là một đô thị ở tỉnh Badajoz, cộng đồng tự trị Extremadura, Tây Ban Nha. Theo điều tra dân số 2010 của Viện thống kê Tây Ban Nha (INE), đô thị này có dân số là 5354 người. Diện tích đô thị này là 284 ki-lô-mét vuông. Đô thị này nằm ở độ cao 398 m trên mực nước biển.